# Dunkerque (chanson)
Pour la ville de Dunkerque, voir Dunkerque.
Pistes de Paradize
J'ai demandé à la lune Like a Monster
Dunkerque est une chanson du groupe Indochine issue de l'album Paradize, sorti en 2002.

## Concert
Dunkerque est l'une des chansons les plus jouées par Indochine depuis sa sortie en 2002. Elle figure en rappel lors du Paradize Tour, et notamment lors du concert évenement à Paris-Bercy. Elle est choisie pour être le morceau d'ouverture lors de la tournée suivante : Alice et June Tour. Oubliée lors du Météor Tour, elle est chantée lors du concert au Stade de France en Acoustic lors du Black City Tour, le 27 juin 2014. Elle est ensuite chantée le 22 et 23 juin 2019 au Stade Pierre-Mauroy lors de l'achèvement du 13 Tour.